# 라이히아
라이히아(핀란드어: Laihia, 스웨덴어: Laihela)는 핀란드의 소도시이다. 1576년 이소크류와 코르솔름에서 분리되었다. 포흐얀마 지역에 위치해 있으며, 2013년 8월 31일 현재 인구 수는 8,040명이다. 인근 도시 바사의 경제권에 속해 있다. 핀란드어가 공식 언어이며, 주민 가운데 79명만이 스웨덴어를 사용한다.